# Birch Monroe
Birch Monroe (* 16. Mai 1901 in Rosine, Kentucky; † 15. Mai 1982) war ein US-amerikanischer Country-Musiker. Monroe war der älteste Bruder von Bill und Charlie Monroe.

## Leben
Wie seine jüngeren Bruder wuchs auch Birch Monroe auf der Farm seiner Eltern in Rosine, Kentucky, auf. Als junger Mann verließ er zusammen mit Charlie und Bill Kentucky und zog nach Chicago, wo sie in einer Ölraffinerie arbeiteten. Parallel dazu traten die drei Brüder bereits als The Monroe Brothers auf. Kurze Zeit später bekamen sie ein Engagement bei dem WLS National Barn Dance, der bekanntesten Radioshow damals. Als Bill und Charlie sich jedoch professionell dem Musikgeschäft widmeten, stieg Birch aus.
Nachdem die Monroe Brothers sich 1939 getrennt hatten, spielte Birch zeitweise in Charlies Band, den Kentucky Partners. Auch in der Band seines anderen Bruders Bill, den Blue Grass Boys, spielte Monroe mit. Während zwei Sessions am 17. September 1946 und am 8. April 1950 wirkte er in dieser Gruppe als Musiker mit. Auch bei Auftritten spielte er gelegentlich Fiddle, Bass oder sang. In den 1950er-Jahren begann Monroe dann, das Brown County Jamboree zu leiten. Seine Brüder Bill und Charlie waren ebenfalls Mitglieder der Show. Bill sollte ab 1969 jedes Jahr dort sein Bean Blossom Bluegrass Festival ausrichten, an dem Birch ebenfalls beteiligt war. 
Birch Monroe starb am 15. Mai 1982. Er wurde in seiner Heimatstadt auf dem Rosine Cemetery beigesetzt und 2002 in America’s Old Time Country Music Hall of Fame aufgenommen.